# Кокшенга
Кокшенга (на руски: Кокшеньга) е река във Вологодска област и в южната част на Архангелска област на Русия, ляв приток на Устя (десен приток на Вага, ляв приток на Северна Двина). Дължина 251 km. Площ на водосборния басейн 5670 km².
Река Кокшенга се образува от сливането на двете съставящи я реки Кортюга (40 km, лява съставяща) и Илеза (83 km, дясна съставяща), на 100 m н.в., при село Илезки Погост, в северната част на Вологодска област. В началото тече на юг-югозапад, а при село Тарногски Городок завива на север-северозапад и запазва това направление до устието си. В горното течение ширината на коритото ѝ е 30 – 40 m, а в средното – 50 – 60 m. Тук течението ѝ е бавно и спокойно, като образува множество меандри и старици (изоставено речно корито). В долното течение скоростта ѝ малко се увеличава и се появяват участъци с бързеи и малки прагове. Влива се отляво в река Устя (десен приток на Вага, ляв приток на Северна Двина), при нейния 20 km, на 48 m н.в., при село Михалевская, в южната част на Архангелска област. Основни притоци: леви – Тарнога (51 km), Уфтюга (124 km), Ненюшка (52 km); десни – Илеза (83 km), Печенга (70 km). Има смесено подхранване с преобладаване на снежното. Среден годишен отток на 106 km от устието около 35 m³/s, с ясно изразено пълноводие от края на април до средата на юни. Замръзва през 2-рата половина на октомври или ноември, а се размразява през 2-рата половина на април. По течението ѝ са разположени множество, предимно малки населени места, в т.ч. районният център село Тарногски Городок, във Вологодска област.